# Матвеевский рынок
Матвеевский рынок — универсальный рынок, расположенный в московском районе Матвеевское между Матвеевской улицей и железнодорожной платформой Матвеевская. Организованный рынок существует с середины 1980-х годов. Управление рынком осуществляло ООО ТК «Гесплей», подконтрольное холдингу «Синдика» Арсена Канокова.
Долгое время структурно состоял из двух частей — «крытого» и «открытого» рынков (капитального павильона и торговых рядов), разделённых рыночной площадью. Весной 2017 года и торговые ряды, и здание крытого рынка были снесены. В настоящее время торговля ведётся в павильоне ГБУ «Московские ярмарки», кроме того, с пятницы по воскресенье на месте снесённых торговых рядов размещалась ярмарка выходного дня. В настоящее время Матвеевский рынок не числится в списках адресов розничных рынков Москвы.

## История
Неорганизованная торговля (отдельные деревянные магазины, индивидуальная торговля) велась на пустыре между Матвеевской улицей и платформой с середины 1970-х годов. В восьмидесятых на этом месте появились рыночные торговые ряды. В 2001 году торговые ряды в дальней (юго-западной) части рыка были снесены, а на их месте возведён большой крытый павильон «Торговый комплекс „Матвеевский“» площадью 2189 м2. Большая часть рынка размещалась на арендованном у города земельном участке. Непосредственно по его территории проходила граница земли, принадлежащей РЖД. В частности, оказалось, что эта граница проходит аккурат по центральному проходу крытого рынка.
С 2008 года на рыночной площади еженедельно размещается ярмарка выходного дня. В 2011 году она была перемещена на место снесённых рядов в северо-восточной части открытого рынка. В списках адресов ярмарок на 2017 год Матвеевский рынок не числится, ярмарка не приезжает.
27 июля 2013 на рынке произошла конфликтная ситуация. Сотрудники уголовного розыска прибыли на рынок, чтобы задержать работавшего на нём кавказца, подозреваемого в изнасиловании 15-летней гражданки. При попытке задержания вокруг правоохранителей стала собираться толпа лиц неславянской внешности, препятствующая задержанию. Завязалась потасовка, в ходе которой один сотрудник полиции получил ранение гирей или кастетом в голову. Инцидент спровоцировал множественные проверки на предприятиях торговли по всей России. К ответственности за преступное бездействие были привлечены и двое полицейских, наблюдавших со стороны за потасовкой и не вмешавшихся в неё.
Весной 2016 года на рыночной площади начали возводить крытый павильон «Межрегиональная ярмарка», принадлежащий ГБУ «Московские ярмарки». Торговля в нём началась в октябре 2016, а 23 октября павильон сгорел. Вероятными причинами пожара называли поджог (на почве конкуренции ГБУ и «Гесплея») и неисправность электроприборов. После пожара каркас павильона был разобран, а в декабре на его месте появился новый такой же. Торговля в сооружении возобновилась 15 февраля 2017.
С 2011 года неоднократно предпринимались попытки снести Матвеевский рынок или его часть. Первоначально были снесены вещевые торговые ряды на открытом рынке, затем — часть сельскохозяйственных отделов. В 2014 году предпринята попытка сноса крытого рынка, отбитая торговцами и местными жителями. Весной 2017 все сооружения рынка, кроме «социальной ярмарки», были окончательно ликвидированы.

## Избиение полицейского
27 июля 2013 года сотрудники Московского уголовного розыска прибыли на Матвеевский рынок для задержания 25-летнего Магомеда Магомедова, подозреваемого в изнасиловании. Преступника задержали и усадили в автомобиль полиции, но после этого вокруг правоохранителей начала собираться толпа лиц неславянской внешности, которые попытались отбить задержанного. Завязалась потасовка, и оперуполномоченный Антон Кудряшов был серьёзно травмирован одним из кавказцев. Нападающий скрылся, но впоследствии был задержан и осуждён. Инцидент спровоцировал массовые проверки на московских рынках и кадровые перестановки в органах полиции. Двое полицейских, наблюдавшие за дракой и не принимавшие мер, были осуждены за неисполнение служебных обязанностей.

### Ход событий
Вечером в субботу 27 июля 2013 года сотрудники Московского уголовного розыска прибыли на Матвеевский рынок для задержания 25-летнего Магомеда Магомедова, подозреваемого в изнасиловании 15-летней девочки. В ходе проведения разыскных мероприятий личность предполагаемого насильника была установлена, и оперативники выехали на его задержание на Матвеевский рынок. Преступника задержали и попытались усадить в полицейскую машину. После этого вокруг полицейских начала собираться толпа лиц неславянской внешности, которые попытались отбить задержанного у полиции. Среди тех, кто атаковал стражей порядка, были как мужчины, так и женщины. Оперативники в течение некоторого времени просто просили собравшихся прекратить свои действия. Одновременно с этим кто-то из них вызвал на помощь экипаж патрульно-постовой службы, который приехал спустя 10 минут. Патрулирующие Владимир Черезов и Юрий Луньков помогли погрузить Магомедова в автомобиль полиции.
После этого Халимат Расулова, сестра задержанного, начала бить старшего оперуполномоченного УВД ЗАО Антона Кудряшова. Затем её супруг Магомед Расулов нанёс полицейскому удар в голову кулаком с зажатым тупым металлическим предметом (ряд СМИ упоминали кастет, однако, по словам самого потерпевшего, удар был нанесён гирей от весов). Оперативник упал и потерял сознание. При этом видевшие это Черезов и Луньков не пытались как-либо остановить нападающего, а просто стояли за полицейской машиной и наблюдали за происходящим.
Вскоре на место происшествия подъехала скорая помощь и дополнительные наряды полиции. Торговцы, видя, что ситуация складывается не в их пользу, изменили тон. Одна из женщин доказывала, что задержанный Магомедов болен и не отвечает за свои поступки, и в то же время настаивала, что раненый полицейский «сам упал». В итоге насильника доставили в полицию, а пострадавшего оперативника — в больницу. Больше на месте потасовки никто задержан не был. Кавказец, нанёсший Антону Кудряшову травму, скрылся. Его супруга была задержана позже в тот же день.
Как оказалось, Кудряшов получил сотрясение мозга и раздробление костей черепа. Ему были проведены несколько сложных операций и установлена металлическая пластина.

### Реакция
Вскоре после происшествия по всей Москве по указанию начальника московской полиции Анатолия Якунина на рынках прошла «операция по декриминализации» (массовые проверки и облавы). В результате этого на многих столичных рынках были выявлены многочисленные нарушения миграционного законодательства. Так, например, во вторник были задержаны в общей сложности более 300 человек, а в среду в руки полиции попали около 1200 граждан Вьетнамa, нелегально работавших на территории складов на Иртышском проезде, и порядка 530 нелегалов в ЮЗАО. С августа по октябрь (после выступления президента) зачистки рынков стали проводиться и во многих других городах России.
В среду президент Путин раскритиковал бездействие органов МВД и объяснил, что причиной неактивности двоих сотрудников ППС были 30 сребренников, выплаченные им администрацией рынка. Президент заявил, что бездействие правоохранительных органов несёт очень большой ущерб для экономики и негативно отражается на доверии граждан к действиям властей и полиции. По его мнению, причина криминала на рынках — сращивание власти с торговлей.
Вскоре после происшествия в интернете стали активно обсуждаться причины неприменения табельного оружия сотрудниками полиции. По словам пострадавшего полицейского Кудряшова, он поначалу не счёл допустимым стрелять в толпе при отсутствии непосредственной угрозы для себя, а когда угроза возникла, браться за оружие было уже поздно.

## Снос
В 2011 году мэр Москвы Сергей Собянин заявил о необходимости закрытия всех вещевых рынков и существенной модернизации сельскохозяйственных. Как следствие — на Матвеевском рынке начали проводиться работы по сносу. В течение нескольких лет понемногу демонтировались торговые ряды открытого рынка. После нападения на полицейского власти объявили, что весь рынок будет полностью снесён до 1 января 2015 года, однако этого не произошло.
Тем не менее, слухи о скорой ликвидации рынка не утихали и вспыхнули с новой силой после «ночи длинных ковшей». В связи с этим 27 февраля на рыночной площади был проведён митинг против сноса, поддержанный партией КПРФ.
Поскольку часть земли, на которой размещался рынок, принадлежала РЖД, «Гесплей» судился с железной дорогой за право продолжать деятельность. Суды длились несколько лет и были проиграны. В результате в начале 2017 года был закрыт и полностью уничтожен открытый рынок, а 19 апреля был разрушен и крытый. Торговцы с рынка разъехались по окрестным домам.
После сноса уцелел лишь павильон ярмарки, который, по мнению властей, должен заменить рынок. В мае 2017 лица кавказской внешности подожгли расположенный рядом с ним детский городок. Он полностью выгорел, но сам павильон был повреждён незначительно и через 2 дня возобновил работу.

## В культуре
Портал «Дед Матвей», расположенный на территории крытого рынка, присутствует в играх Ingress и Pokemon Go. Точные географические координаты: 55°42′15″ с. ш. 37°28′43″ в. д..